# Ekstrapolacja

Przykład problemu ekstrapolacji. Wartość w niebieskim polu, dla x = 7, może być prognozowana na podstawie znanych wartości (czerwone punkty).

Ekstrapolacja – prognozowanie wartości pewnej zmiennej lub funkcji poza zakresem, dla którego są dostępne dane, przez dopasowanie do istniejących danych pewnej funkcji, następnie wyliczenie jej wartości w szukanym punkcie.
Pokrewną metodą jest interpolacja, gdzie po dopasowaniu funkcji wylicza się jej wartość pomiędzy znanymi jej punktami.

## Ekstrapolacja iterowana Richardsona
Do obliczenia pewnej wielkości stosuje się metodę numeryczną z parametrem {\displaystyle h.} Wynikiem jej działania jest {\displaystyle F(h).} Z wartością dokładną ma się do czynienia tylko, jeśli {\displaystyle h=0}. Trudności obliczeniowe rosną gdy {\displaystyle h} maleje. Metoda ta była jedną z idei kluczowych algorytmu Bulirscha-Stoera.
Zakładamy, że znamy postać rozwinięcia {\displaystyle (p_{1}<p_{2}<p_{3}<\ldots )}
{\displaystyle F(h)=a_{0}+a_{1}h^{p_{1}}+a_{2}h^{p_{2}}+a_{3}h^{p_{3}}\dots }
F(0) ekstrapolujemy na podstawie kilku obliczonych wartości
{\displaystyle F(h_{0}),F(q^{-1}h_{0}),F(q^{-2}h_{0}),F(q^{-3}h_{0})\dots q>1}
Ekstrapolacja iterowana Richardsona pozwala na utworzenie ciągu funkcji, którego n-ty wyraz ma rozwinięcie:
{\displaystyle F_{n}(h)=a_{0}+a_{n,n}h^{p_{n}}+a_{n,n+1}h^{p_{n+1}}+a_{n,n+2}h^{p_{n+2}}\dots }
Sposób obliczeń: dana wartość początkowa {\displaystyle h_{0}} i liczba {\displaystyle q>1,} stosuje się wzór rekurencyjny:
{\displaystyle A_{m,0}=F(q^{-m}h_{0})} dla {\displaystyle m=0,1,2\dots }
{\displaystyle A_{m,k}=A_{m,k-1}+{\frac {A_{m,k-1}-A_{m-1,k-1}}{q^{p_{k}}-1}}} dla {\displaystyle k=1,2,3\dots }
{\displaystyle F_{n}(h_{0})=A_{n-1,n-1}} dla {\displaystyle n=2,3,4\dots }

### Zastosowanie do różniczkowania numerycznego
{\displaystyle f(x_{0}+h)=f(x_{0})+hf'(x_{0})+{\frac {h^{2}}{2!}}f''(x_{0})+{\frac {h^{3}}{3!}}f^{(3)}(x_{0})+\ldots }
Różnica progresywna
{\displaystyle D_{p}(h)={\frac {f(x_{0}+h)-f(x_{0})}{h}}=f'(x_{0})+{\frac {h}{2!}}f''(x_{0})+{\frac {h^{2}}{3!}}f^{(3)}(x_{0})+\ldots }
{\displaystyle p_{1}=1,p_{2}=2,p_{3}=3,\dots }